# Province de Talas
Pour les articles homonymes, voir Talas.
La province de Talas (en kirghiz : Талас областы, Talas oblasty) est une des 7 provinces ou oblasty du Kirghizistan. Sa capitale administrative est la ville de Talas.

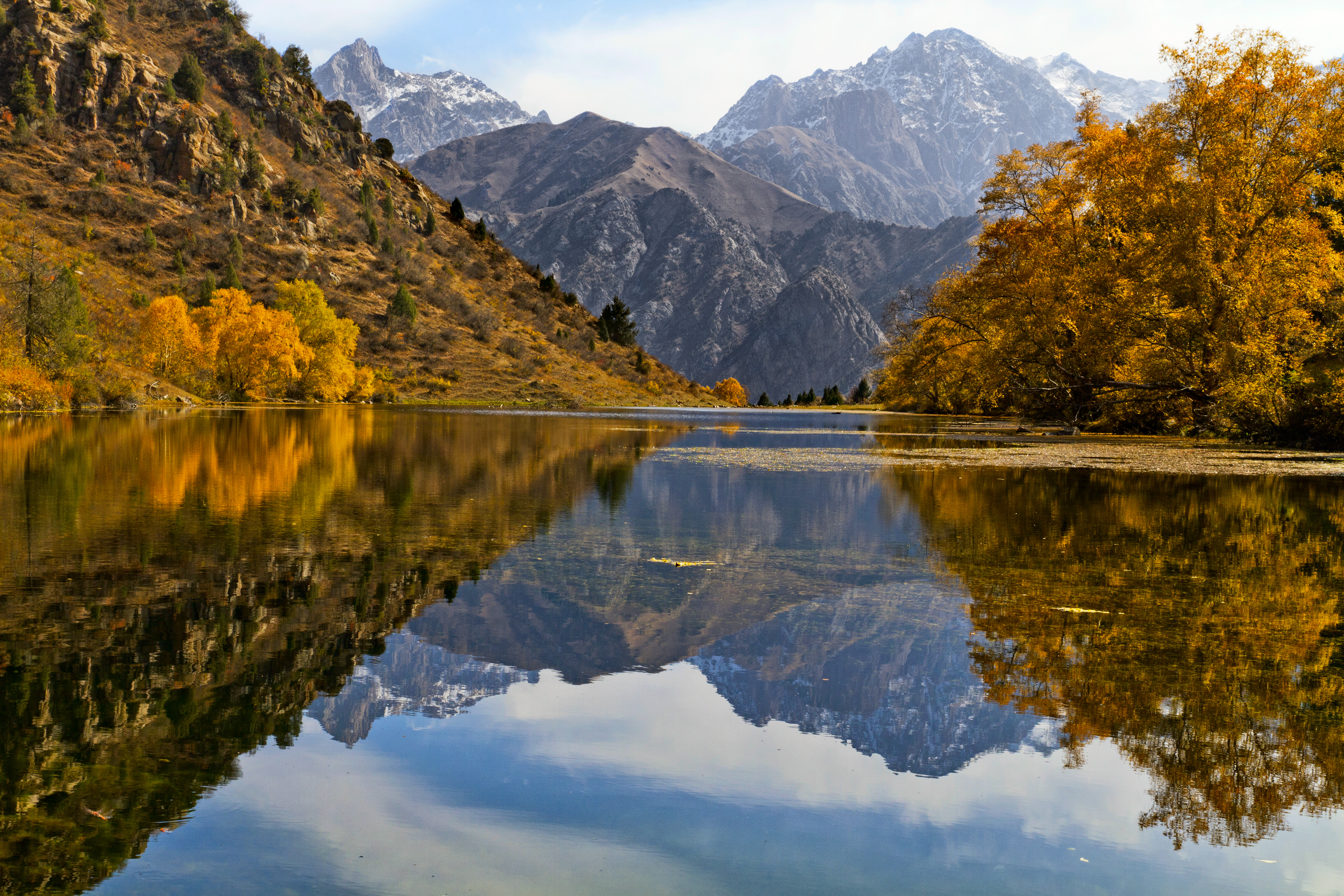
Paysage dans la région de Talas

La province couvre 11 400 km2, dans le nord-ouest du Kirghizistan. Elle est bordée à l'est par la province de Tchouï, au sud par la province de Jalal-Abad, à l'ouest et au nord par le Kazakhstan.
Comme son nom l'indique, c'est aussi le lieu de la bataille de Talas.

## Dirigeants
| Nom                    | de               | à                   |
| ---------------------- | ---------------- | ------------------- |
| Dastan Sarygulov       | 1992             | 1993                |
| Toichubek Kasymov      | 1993,            | 1996                |
| Tashkul Kereksizov     | 1996             | 1997                |
| Temirbek Akmataliev    | 1998             | 13 avril 1999       |
| Ismail Masaitov        | 14 avril 1999    | 1999                |
| Keneshbek Karachalov   | 6 décembre 1999  | Décembre 2002       |
| Iskenderbek Aliyev     | Décembre 2002    | Janvier 2006,       |
| Jusupbek Jeenbekov     | Janvier 2006,    | 19 décembre 2006    |
| Bayymbek Murataliev    | 20 décembre 2006 | 11 janvier 2008     |
| Beishenbek Bolotbekov  | 11 janvier 2008  | 7 avril 2010        |
| Sheraly Abdyldaev      | 6 avril 2010,    | Régence non reconnu |
| Koysun Kurmanalieva    | 14 avril 2010    | 6 avril 2015        |
| Bayyshbek Djumanazarov | 27 mai 2015      | Juin 2016           |
| Dair Kenekeyev         | Juin 2016        | 24 octobre 2017     |
| Marat Murataliyev      | 4 décembre 2017  | 6 octobre 2020      |
| Aibek Buzurmankulov    | 19 octobre 2020  | 6 mars 2021         |
| Bakytbek Narbekov      | 9 mars 2021      | actuel              |

## Districts
La province est divisée en 4 raion : Bakay-Ata, Kara-Buura, Manas et Talas.